# Tumkur
 (avril 2024).
Tumkur ou (officiellement) Tumakuru est une ville du Karnataka en Inde, chef-lieu du district homonyme.

## Étymologie
Il existe plusieurs hypothèses concernant l'origine étymologique du nom de cette ville. Une hypothèse est que ce mot viendrait de "Tumbe ooru" car une fleur appelée Thumba (Leucas aspera) est abondante dans la région, et ooru signifie ville en Kannada. Une autre hypothèse suggère que "Tamate ooru" serait à l'origine. Le Tamate est un instrument de musique originaire du Karnataka et aurait pu être particulièrement populaire dans cette ville.
Tumkur est aussi appelée Kalpatharu Nadu (la terre des cocotiers en Kannada) car les cocotiers sont abondants dans cette région.

## Géographie
Tumkur est située à 70 km au nord-ouest de Bangalore.